# Parc des Bastions

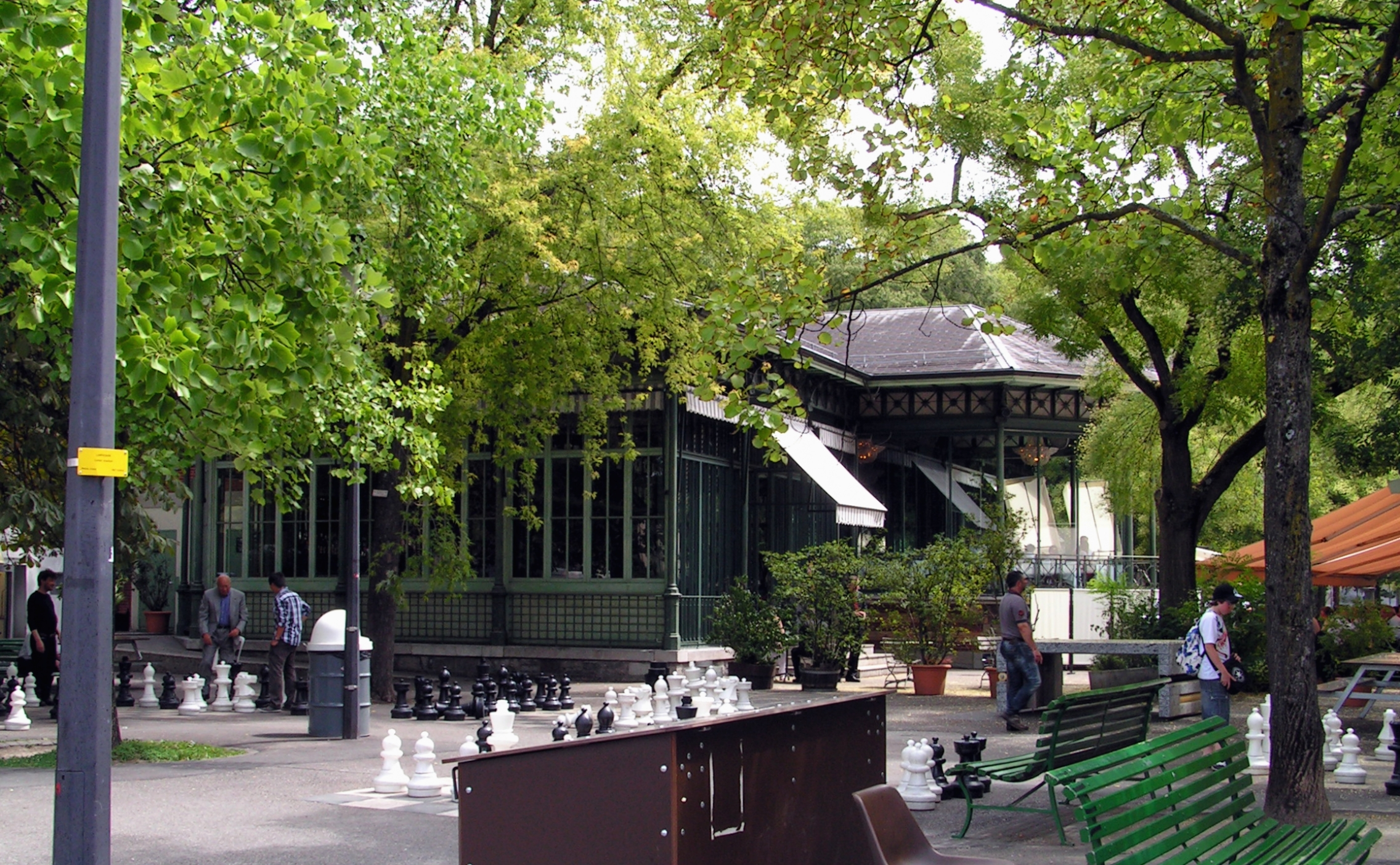
Un'area del parco

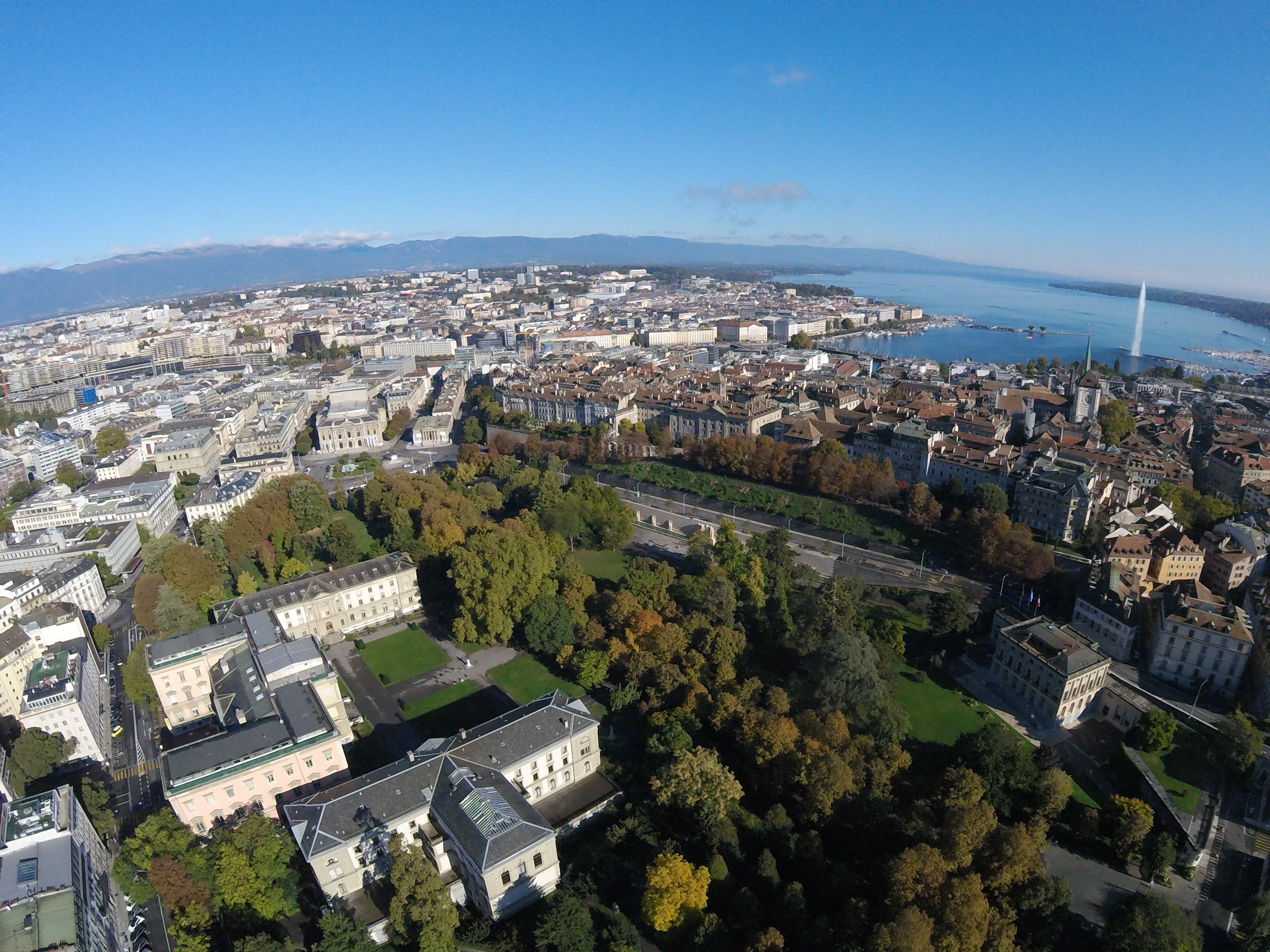
Parco dei Bastioni, vista aerea

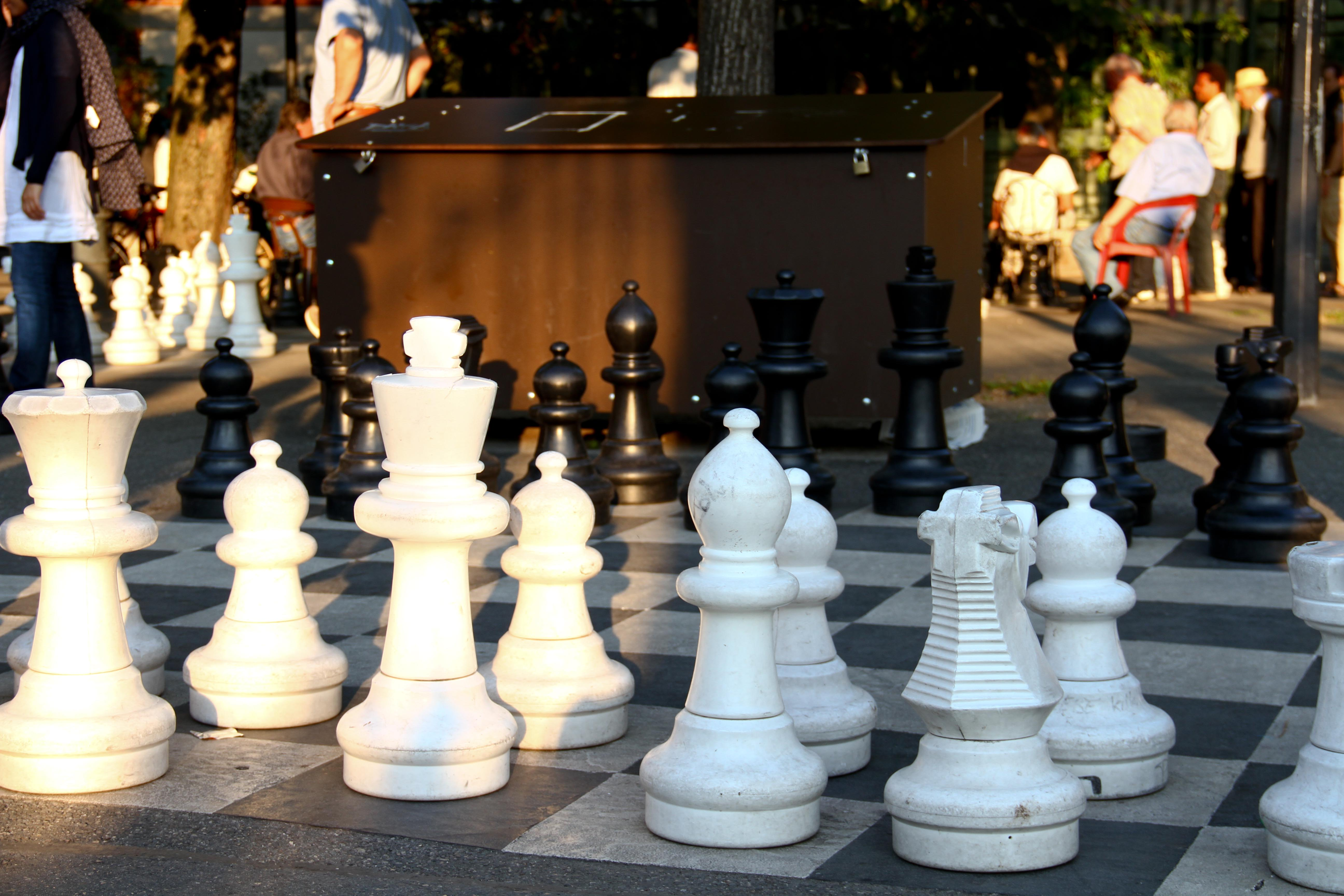
Partita di scacchi giganti nel parco

Parc des Bastions ("Parco dei Bastioni") è un parco 64.968 m² del centro di Ginevra, in Svizzera, realizzato a partire dal XVIII secolo.

## Descrizione
Il parco è situato lungo i margini sud-occidentali del centro cittadino ed è delimitato a nord da Rue de la Croix-Rouge, a sud da Rue de Candolle, ad ovest da Rue du Conseil Général e ad est da Rue du St-Léger. Si trova nella vicinanze di monumenti quali la cattedrale di San Pietro e la Maison Tavel.
All'interno del parco, crescono circa 150 specie diverse di piante.

## Storia
Le origini del parco risalgono agli inizi del XVIII secolo, quando si diffuse tra gli abitanti di Ginevra l'abitudine di passeggiare lungo gli antichi bastioni cittadini risalenti al XVI-XVII secolo.
Le autorità pensarono quindi di creare una promenade pubblica nel settembre del 1726.
La promenade fu quindi ampliata nel 1740, con l'abbattimento del bastione de l'Oye.
In seguito, il parco ospitò anche delle scuderie per l'esercito francese, poi smantellate nel 1817.
Nel 1818, fu creato nel parco un giardino botanico su progetto di Guillaume-Henri Dufour. Il giardino botanico venne però trasferito in un'altra sede nel 1910.

## Punti d'interesse

### Muro dei Riformatori
Tra i principali punti d'interesse del parco, figura il cosiddetto "Muro della Riforma" (Mur de la Réformation) o "Muro dei Riformatori" (Mur des Réformateurs) si tratta di una scultura realizzata nel 1909 da quattro architetti svizzeri  in occasione del 400º anniversario della nascita di Giovanni Calvino  e il 350º anniversario della Fondazione dell'Accademia di Ginevra  .
La scultura è costituita da un muro di 100 metri di lunghezza, lungo il quale si stagliano quattro statue alte 5 metri che raffigurano i "padri" della Riforma protestante a Ginevra, ovvero Guillaume Farel, Giovanni Calvino, Théodore de Bèze e John Knox  .
|  |

Il monumento ospita inoltre i memoriali di Martin Lutero e Ulrico Zwingli.